# Hortelã
Hortelã es una localidad caboverdiana del municipio de Tarrafal de São Nicolau.

## Geografía
La localidad está situada en la isla de São Nicolau.

## Organización territorial
La localidad abarca los lugares y barrios de:
- Alto de Nhô Vidal
- Chã de Manuel da Luz
- Galo Canto
- Hortelã de Lá
- Varandinha